# Paremiologia
La paremiologia (del grec paroimía, instrucció + logos, tractat) és la ciència que estudia els refranys, els proverbis i altres enunciats la intenció dels quals és transmetre algun coneixement tradicional basat en l'experiència, anomenats parèmies. La paremiologia comparada estableix relacions entre els refranys i altres enunciats sentenciosos de diferents llengües i cultures.

## Context
Dins de la paremiologia s'inclou els conceptes següents:
- El proverbi: en el significat estricte es refereix a la vida pràctica i conté una sentència moral que completa sovint amb una advertència. Per a B. Pottier,[cal citació] el proverbi és una fórmula que tradueix una veritat general i tradicional; el proverbi és, sobretot, utilitzat en la llengua parlada. Per definició, el proverbi té un «pes històric», té menester d'una certa antiguitat per a poder instal·lar-se en la llengua, d'on pervé el seu caràcter sovint arcaic, pel que fa a la sintaxi, o també la semàntica. Per exemple: No deixes les sendes velles per novelles.

- L'adagi: és una sentència breu que estimula a seguir un camí d'ensenyament eficaç. Al diccionari de Lázaro Carreter es defineix així: «fórmula breu que resumeix un principi moral o una observació de caràcter general». Podríem considerar com un adagi «Pagès peresós, pagès miseriós» o «Val més un bon amic que cent parents».[cal citació]

- La sentència: condueix a la reflexió, sol ser d'origen filosòfic i és sovint categòrica i dogmàtica. Lázaro Carreter la defineix com a «reflexió profunda expressada sumàriament i enèrgica» i afegeix que: «condueix a la reflexió, sol ser d'origen filosòfic i és sovint categòrica i dogmàtica.[cal citació] Aquesta definició coincideix amb la que dona Pompeu Fabra: «Opinió especialment filosòfica o teològica, expressada d'una manera dogmàtica; dita breu d'una veritat de caràcter moral, màxima». Per exemple: Jutge que no té consciència, mai farà bona sentència.[cal citació]

- L'apotegma: és una frase notable, generalment enginyosa o humorística, d'un personatge il·lustre. Per exemple, la cèlebre dita de Cèsar «Vini, vidi, vici» o aquella atribuïda a Napoleó, «Tres coses calen per fer la guerra: diners, diners i diners».

- L'axioma: es refereix a una veritat o un principi evident i clar que no ha de menester cap demostració.

- L'aforisme: és també un acte de paraula breu que resumeix en poques paraules un coneixement necessari. Lázaro Carreter el defineix així: «Frase breu que resumeix en pocs mots un coneixement essencial, sovint mèdic o jurídic». «Excusatio non petita, accusatio manifesta». «Al metge, al confessor i a l'advocat, digues-los sempre la veritat». «Més val sentència de metge que de jutge. Ase magre, ple de nafres».[cal citació]

- La dita: és la locució d'ús general, molt semblant a la frase feta, que és considerada com una mena de fórmula breu que presenta una menor autonomia que el refrany en la seva textualització. Podríem considerar com a dites: caure la cara de vergonya; no ser ni carn ni peix; carregar el mort; ser de sucre; caure en desgràcia, etc

En definitiva, refrany, proverbi, parèmia, adagi, sentència, apotegma, axioma, màxima, aforisme, dita (es tracta de veure el caràcter proverbial de les sentències que s'integren sota la diversitat d'accepcions) són expressions populars que condensen l'experiència d'un poble, la manera de veure el món, la lluita per la sobrevinença, el sotmetiment a unes lleis d'ordre social o moral, la riquesa de la llengua, l'enginy, l'humor; són la veu col·lectiva de generacions que volen comunicar als fills l'aprenentatge que han fet de la vida.
La paremiologia aprofita per a extraure dels proverbis la informació acumulada en centenars o milers d'anys d'història. Aquesta informació pot ser de molts tipus: sociològica, gastronòmica, meteorològica, històrica, literària, zoològica, cinegètica, toponímica, lingüística, lexicogràfica, religiosa, agronòmica... Sovint un refrany naix com condensació d'una anècdota o conte tradicional, i expressa les creences i supersticions populars amb més fidelitat que altres formes literàries. En altres ocasions, per contra, té un origen culte que deriva dels sermons que durant l'Edat Mitjana es pronunciaven en llengua romança. Posseeix una particular retòrica, en la qual es creuen el ritme, el paral·lelisme, l'antítesi, l'el·lipsi i els jocs de paraules.
El mètode que segueix aquesta disciplina és la teoria del text i la teoria de l'acte de parla.
Abans de l'estudi de l'ús lingüístic que es fa de les parèmies els autors que treballaven sobre els refranys es limitaven a recollir-los d'ençà de la fi del segle IV abans de Crist a Grècia fins als temps de la Renaixença, segle xix.

### Revistes de paremiologia
- (anglès) Wolfgang Mieder (ed.), Proverbium: Yearbook of International Proverb Scholarship, University of Vermont, ISSN 0743-782X, pàgina web Arxivat 2016-03-10 a Wayback Machine.
- (anglès) Teodor Flonta (ed.), De Proverbio, multilingual electronic journal of proverb studies, University of Tasmania, pàgina web Arxivat 2011-02-11 a Wayback Machine.
- Ángel Iglesias Ovejero (ed.), Cahiers du PROHEMIO, Presses Universitaires d'Orléans, ISSN 1284-5744
- (castellà) Julia Sevilla Muñoz (ed.), Paremia, ISSN 1132-8940, pàgina web Arxivat 2016-03-03 a Wayback Machine.